# Yell!
「Yell!」（エール!）は、栗林みな実の11作目のシングル。2006年11月22日にLantisから発売された。

## 概要
「Yell!」は、テレビ東京系アニメ『スーパーロボット大戦OG -ディバイン・ウォーズ-』前期エンディングテーマ。初回特典として「1st Live Tour 2007 "fantastic arrow"」の先行予約案内を封入。

## 収録曲
全作詞・作曲：栗林みな実
1. Yell!
  - 編曲：飯塚昌明
2. 冬色のメロディ
  - 編曲：加藤大祐
3. Yell! (off vocal)
4. 冬色のメロディ (off vocal)